# 褚祚
褚祚（1437年—？），字昌胤，直隸蘇州府常熟縣人，民籍。明朝政治人物。進士出身。

## 生平
應天府鄉試第五十九名。成化八年（1472年）壬辰科會試第一百五十二名，殿試登進士第三甲第十九名。

## 家族
曾祖父褚方叔，曾任縣丞。祖父褚希□。父亲褚國蕃。